# Drozd černohrdlý
Drozd černohrdlý (Turdus atrogularis) je středně velký druh pěvce z čeledi drozdovitých, blízce příbuzný drozdovi rudohrdlému. Samec je svrchu hnědavošedý, s výrazně kontrastující černou hrudí a hrdlem. Samice má hruď hustě tmavě tečkovanou a čárkovanou. Žije v tajze na Sibiři západně od Uralu, odkud se občas zatoulává do západní Evropy. Na území České republiky je znám jediný výskyt z Prahy (1854–1870).